# Sundet (Arvika)
Sundet  är ett sund som förbinder Kyrkviken och Glafsfjorden i Arvika.
Arvika kommun har efter att Högsta domstolen inte tog upp ärendet 2012 fått tillstånd att bygga en vall tvärs över Sundet med öppningar som att går att stänga vid högt vattenstånd. Planerna för vallen började efter översvärmningen år 2000.

## Källhänvisningar
1. ↑  ”Ansökan översvämningsskydd”. Arvika kommun. http://www.arvika.se/download/18.7d111ad129996015bb80001111/1279807507301/Ans%C3%B6kan-20100721.pdf. Läst 3 januari 2013.
2. ↑  ”Ansökan översvämningsskydd Bilaga 2 Karta”. Arvika kommun. http://www.arvika.se/download/18.7d111ad129996015bb80001124/1279807511684/Bil-2.pdf. Läst 2012-13-01-04.
3. ↑  Karin Sidenvall (12 juni 2012). ”Arvika får bygga sin vall”. Nya Wermlands-Tidningen. http://nwt.se/arvika/article1121814.ece?service=refresh. Läst 4 januari 2013.[död länk]